# タンパク質構造多様性データベース
タンパク質構造多様性データベース（英: Database of protein conformational diversity、PCDB）は、X線結晶構造解析によって決定されたタンパク質ドメイン内のタンパク質三次構造の多様性を示すデータベースである。タンパク質は本質的に柔軟性を持っており、本データベースは分子研究で使用するために、このテーマに関する情報を収集する。本データベースは、各タンパク質の構造の出所としてCATHデータベースを使用し、それらの重ね合わせに基づく構造の違いの範囲を記載し、最大RMSDを報告する。このデータベースのインターフェースは、研究者がさまざまなコンフォメーションの柔軟性を持つタンパク質を見つけることを可能にし、たとえば、非常に柔軟性の高いタンパク質を見つけることができる。このデータベースは、アルゼンチンのナシオナル・デ・キルメス大学の研究者グループによって運営および維持されている。

## 参照項目
- 結晶学
- タンパク質構造